# التباس الحلمة
التباس الحلمة هو ميل الرضيع إلى الفشل في التعود على الرضاعة من حلمة الثدي فيتم إرضاعه من حلمة الزجاجة. ويمكن أن يحدث الالتباس نفسه عند محاولة إرضاع الطفل مجددًا من الثدي. يمكن أن يتحول التباس الحلمة إلى رفض الحلمة حيث يرفض الطفل الرضاعة الغير ثديية والرضاعة الطبيعية. ولمنع التباس الحلمة يجب تجنب الزجاجات واللهايات. فالرضيع الذي اعتاد الرضاعة الثديية ثم أصبح يرضع من زجاجة لا يمكنه استخدام نفس التقنية مثل الإمساك بالثدي. والرضيع الذي يعتاد على حلمة الزجاجة والحليب المتدفق بسرعة يمكن أن يواجه مشكلة في العودة إلى الرضاعة الطبيعية. يمكن أن يؤدي التباس الحلمة إلى خفض التغذية المثلى للطفل. كما أن منظمة الصحة العالمية لا تشجع استخدام الحلمات الاصطناعية. توصي الكلية الأمريكية لطب الأطفال باستخدام اللهايات لمنع متلازمة موت الرضع المفاجئ. مع ذلك، يتعارض مع توصيات منظمة الصحة العالمية للحد من استخدام الحلمات الاصطناعية لأنها قد تسبب ارتباك الحلمة ومن ثم عدم كفاية التغذية.